# On the Beach (album de Chris Rea)
Pour les articles homonymes, voir On the Beach.
On the Beach est un album de Chris Rea sorti en 1986 chez Magnets Records. Toutes les chansons sont écrites et interprétées par Chris Rea.
L'album a été enregistré aux studios Anderburr Recording, et mixé à Montreux en Suisse. Il a été classé no 11 en Grande-Bretagne.

## Titres
1. On the Beach
2. Little Blonde Plaits
3. Giverny
4. Lucky Day
5. Just Passing Through
6. It's All Gone
7. Hello Friend
8. Two Roads
9. Light of Hope
10. Auf Immer und Ewig (tiré du film du même nom)
11. Freeway
12. Bless Them All
13. Crack That Mould